# Tafelmusik
Taffelmusik (tyska - musik till bordet) betecknar musik avsedd att framföras under banketter. Synonyma uttryck (franska) Musique de table och (italienska) Servizio di tavola. Exempel Georg Philipp Telemanns Tafelmusik (1733). Senare kom formen att ersättas av Divertimento hos till exempel Mozart och Haydn.